# Datolita
La datolita es un mineral de la clase de los nesosilicatos. Fue descubierto en 1806 por el noruego Jens Esmark, en la mina Nødebro,  Øyestad,  Arendal,  Agder (Noruega). El nombre deriva de  δατεῖσθαι, "dividir", y  λίθος, "piedra", en alusión a la textura de granos separados que tienen las variedades masivas. La descripción detallada como mineral independiente fue realizada por Klaproth.

## Características químicas
Pertenece al llamado "supergrupo de la gadolinita", que incluye no solamente silicatos, sino también fosfatos  y arseniatos.
La estructura molecular de la datolita consiste en hojas de anillos de cuatro u ocho eslabones unidos por el borde, alternado tetraedros de (HBO4) y (SiO4), lo que lo clasifica como un filo-boro-silicato. La fórmula unidad del anión es (HBSiO5)n, siendo (HBSiO5) la unidad que se repite. Además de la forma anterior, la fórmula además de como (HBSiO5) también puede escribirse como (BSiO4OH) o (BSiO4(OH)), indicando que el protón está enlazado a uno de los átomos de oxígeno. El mineral no contiene ningún ion hidróxido aislado, es un nesosilicato de calcio y boro.
Además de los elementos que componen su celda unidad, suele llevar numerosas impurezas que le dan muchas tonalidades de color, entre las que destacan: manganeso, magnesio, aluminio y hierro. Los cristales son complejos y su morfología suele ser difícil de determinar, dado que muchas caras aparecen aisladas, sin el resto de la figura a la que pertenecen.

## Formación y yacimientos
Es un mineral relativamente abundante, que se forma por procesos hidrotermales , volcánicos o metamórficos a temperaturas relativamente bajas. Es frecuente en basaltos vacuolares. También se le puede encontrar en geodas de rocas sedimentarias, serpentinitas, esquistos o en filones.
Suele aparecer asociado a otros minerales, especialmente a minerales del grupo de las zeolitas, prehnita, danburita, calcita, cuarzo, o a minerales del grupo de la axinita. Se hann encontrado cristales de muy buena calidad en Dal'negorsk, Primorskiy Kray, Rusia y en la cantera de Prospect Park, condado de Passaic, Nueva Jersey (USA). En España, los mejores ejemplares de este mineral proceden de la cantera de Ofitas de Rigoitia, en Rigoitia (Vizcaya).

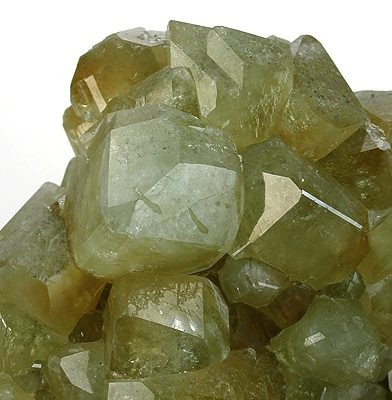
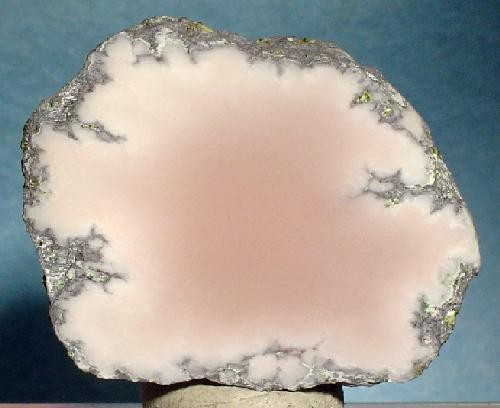
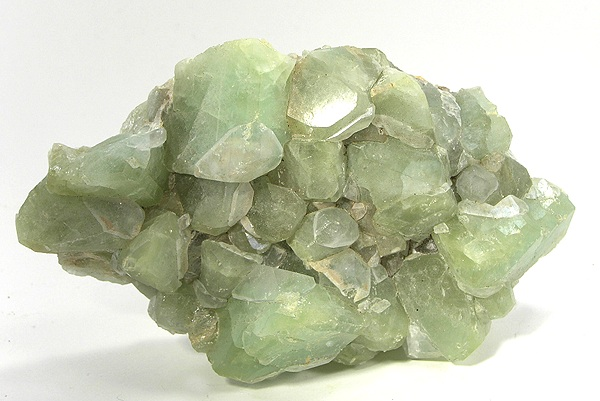
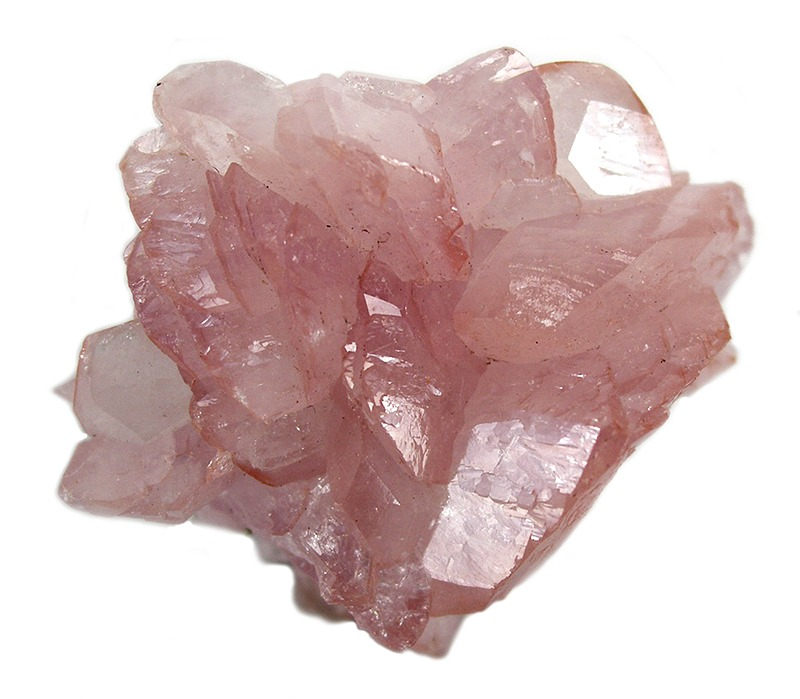
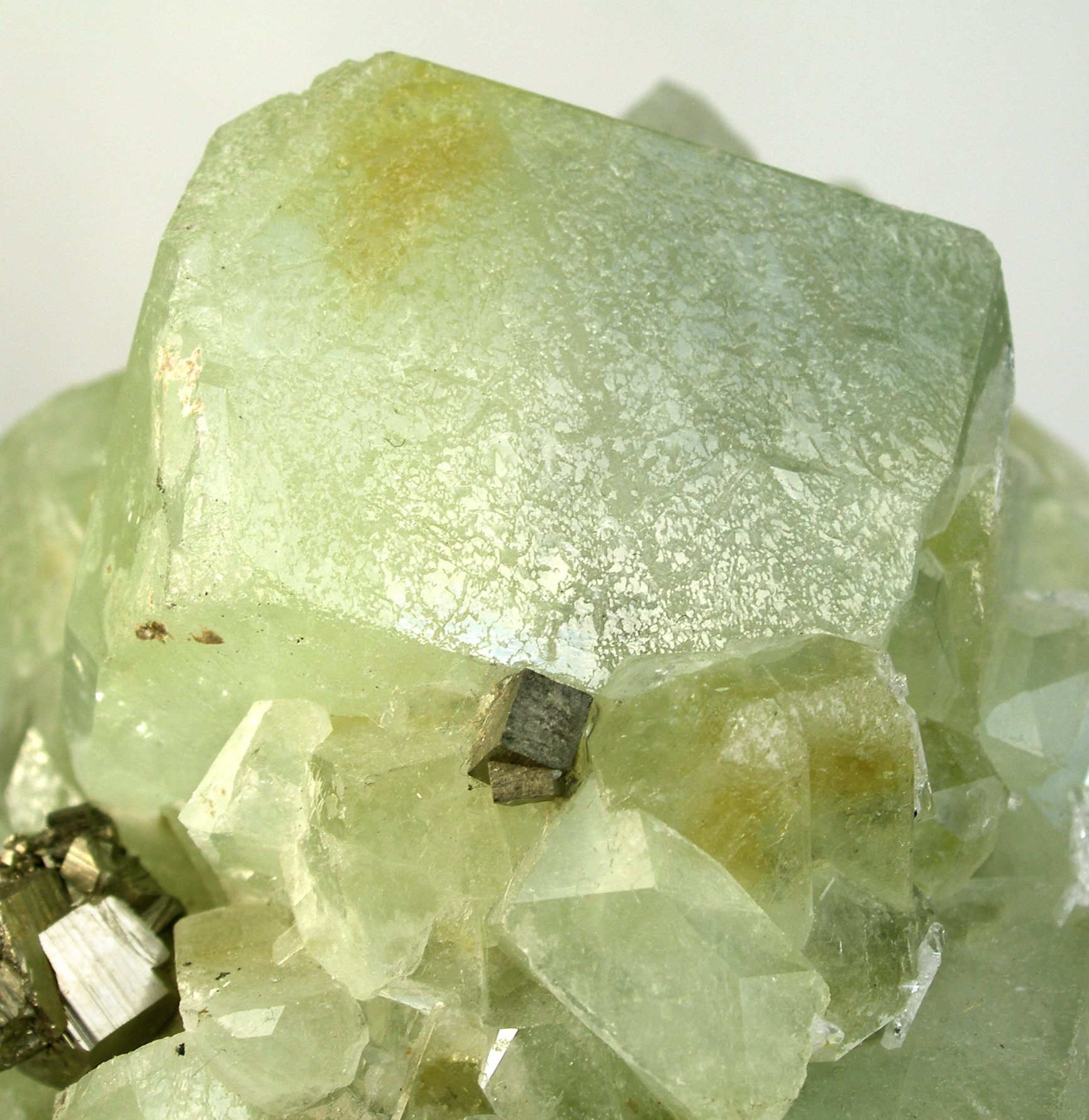